# Bullet (comics)
Pour les articles homonymes, voir Bullet (homonymie).
Bullet est un super-vilain créé par Marvel Comics, apparu pour la première fois dans Daredevil #250.

## Origine
L'homme appelé Bullet est un espion à la solde du gouvernement des États-Unis.
Il fut payé par Wilson Fisk pour ne pas interférer dans un attentat visant le QG d'une organisation de protection environnementale, puis arrêter le poseur de bombe. Le saboteur serait ensuite libéré légalement.
Mais l'avocat aveugle Matt Murdock captura lui-même le saboteur. Bullet se présenta à lui et lui assura que le criminel irait en prison. Mais les sens de Daredevil perçurent le mensonge. Les deux hommes s'affrontèrent, et Bullet se résigna à mettre le terroriste sous les verrous.
Plus tard, Bullet tua un homme dans une décharge toxique, accusant les écologistes. Daredevil attaqua de nouveau l'espion. Quand la police arriva, Bullet confessa être le tueur. Il fut emprisonné mais sortit après avoir passé un coup de téléphone.
Il fut par la suite engagé par Typhoid Mary pour tuer Daredevil et réussit presque dans sa mission.

## Pouvoirs
- Bullet possède une force surhumaine d'origine inconnue, lui permettant de soulever 1 tonne.
- On l'a vu résister aux effets de matériaux dangereux et chimiques.
- Bullet, en dépit de ses 170 kg, est un combattant expert au corps à corps.